# ۶ اوت
۶ اوت دویست و هجدهمین (در سال‌های کبیسه دویست و نوزدهمین) روز سال در گاه‌شماری میلادی است. ۱۴۷ روز تا پایان سال باقی‌است.

## رویدادها
- ۱۸۰۶ - امپراتوری مقدس روم رسما منحل شد.
- ۱۸۲۵ - بولیوی از اسپانیا اعلام استقلال کرد.[۱]
- ۱۸۹۰ - ویلیام کملر به اتهام قتل در زندانی در نیویورک به عنوان نخستین فرد در ایالات متحده به وسیله صندلی الکتریکی اعدام شد.[۲]
- ۱۹۱۴ - جنگ اول جهانی: امپراتوری اتریش-مجارستان به امپراتوری روسیه و صربستان به امپراتوری آلمان اعلان جنگ دادند.
- ۱۹۴۵ - جنگ جهانی دوم: بمباران اتمی هیروشیما توسط ایالات متحده و مرگ بیش از ۱۰۰ هزار نفر
- ۱۹۶۰ - فیدل کاسترو همه منافع ایالات متحده و سایر کشورهای خارجی در کوبا را ملی اعلام کرد. این اقدام به تحریم و محاصره کوبا انجامید.
- ۱۹۶۲ - جامائیکا از بریتانیا مستقل شد.
- ۱۹۷۷ - امیرعباس هویدا پس از ۱۲ سال و ۱۹۷ روز نخست‌وزیری، از این سمت کناره‌گیری کرد.
- ۱۹۹۰ - شورای امنیت سازمان ملل متحد عراق را به خاطر تعرض نظامی و تصرف کویت تحریم کامل (بایکوت) کرد.
- ۱۹۹۱ - تاکاکو دویی به عنوان اولین بانو به ریاست مجلس ژاپن رسید.
- ۱۹۹۷ - در اثر سقوط هواپیمای بوئینگ ۷۴۷ پرواز شماره ۸۰۱ خطوط هوایی کره جنوبی در گوام ۲۲۸ نفر از ۲۵۴ سرنشین هواپیما کشته شدند.
- ۲۰۰۸ - در اثر یک کودتای بدون خونریزی به رهبری ژنرال محمد ولد عبدالعزیز در موریتانی، دولت سیدی ولد شیخ عبدالله تنها پس از یک سال ریاست جمهوری سرنگون شد.
- ۲۰۱۰ - در اثر یک سیل ناگهانی در بخش هندی جامو و کشمیر دست کم ۲۵۵ تن از جمله شش گردشگر خارجی کشته شدند.
- ۲۰۱۱ - در اثر ساقط شدن یک بالگرد سی اچ ۴۷ شنوک نظامی آمریکایی در استان وردک افغانستان توسط ستیزه‌جویان طالبان ۳۸ تن از جمله ۳۰ نیروی ویژه آمریکایی، ۷ سرباز افغان و یک غیرنظامی افغان (مترجم) کشته شدند.
- ۲۰۱۲ - مریخ‌نورد کنجکاوی متعلق به آزمایشگاه علمی مریخ ناسا ۹ ماه پس از شلیک با موفقیت بر روی این سیاره فرود آمد.
- ۲۰۱۵ - در اثر حمله انتحاری به مسجدی در شهر آبها در جنوب غربی عربستان سعودی، در نزدیکی مرز این کشور با یمن دست کم پانزده تن کشته شدند. گروه تکفیری-تروریستی موسوم به دولت اسلامی (داعش) مسئولیت این حمله را بر عهده گرفت.

## زادروزها
- ۱۸۰۹ - آلفرد تنیسون، شاعر انگلیسی
- ۱۸۸۱ - الکساندر فلمینگ، باکتریولوژیست اسکاتلندی، برنده جایزه نوبل پزشکی در سال ۱۹۴۵ و کاشف پنی سیلین (دارول، اسکاتلند)
- ۱۹۱۶ - دام مینتوف، هشتمین نخست‌وزیر مالت (۱۹۵۸–۱۹۵۵) - (۱۹۸۴–۱۹۷۱) (بورملا، مالت)
- ۱۹۳۱ - محمدرضا مهدوی کنی، روحانی شیعه، سیاست‌مدار ایرانی و سومین رئیس مجلس خبرگان رهبری (۲۰۱۴–۲۰۱۱) و در دوره‌های کوتاهی نخست‌وزیر موقت، وزیر کشور و وزیر دادگستری این کشور (تهران، ایران)
- ۱۹۳۸ – رولان سوروگ، دوچرخه‌سوار اهل فرانسه (د. ۱۹۹۷)
- ۱۹۶۷ – مارتسل ووست، دوچرخه‌سوار اهل آلمان

## درگذشت‌ها
- ۷۵۰ - مروان بن محمد، چهاردهمین و آخرین خلیفه اموی
- ۹۰۱ - عمرو لیث، دومین پادشاه صفاری ایران (بغداد، خلافت عباسی)
- ۱۶۲۳ - ان هتوی، همسر ویلیام شکسپیر، چکامه‌سرا، نمایشنامه‌نویس و بازیگر اهل انگلستان (استراتفورد، انگلستان)
- ۱۸۴۷ - آنتون صالحانی، کشیش، روزنامه‌نگار، پژوهشگر ادبی و نویسنده سوری.
- ۱۹۱۳ - روحی الخالدی، سیاستمدار و تاریخ‌نگار عثمانی فلسطینی. [۳]
- ۱۹۷۳ - فولخنثیو باتیستا، نهمین رئیس‌جمهور کوبا (۱۹۴۴–۱۹۴۰) - (۱۹۵۹–۱۹۵۲) و آخرین حاکم این کشور پیش از پیروزی انقلاب فیدل کاسترو (ماربیا، اسپانیا)
- ۱۹۷۸ - جیووانی مونتینی، پاپ کلیسای کاتولیک با عنوان پل ششم (۱۹۷۸–۱۹۶۳) و تنها پاپی که از ایران دیدن کرد (کاستل گوندولفو، ایتالیا)
- ۱۹۹۱ - شاپور بختیار، آخرین نخست‌وزیر ایران پیش از پیروزی انقلاب اسلامی (۴ ژانویه تا ۱۱ فوریه ۱۹۷۹) (سورزن، فرانسه)
- ۱۹۹۲ - فریدون فرخزاد، شومن، خواننده و شاعر ایرانی در شهر بن آلمان
- ۲۰۰۹ - جان هیوز، نویسنده

## مناسبتها
- روز استقلال در بولیوی
- روز استقلال در جامائیکا